# D'yer Mak'er/The Crunge
D'yer Mak'er/The Crunge è un singolo discografico della band hard rock britannica Led Zeppelin, pubblicato nel 1973 dalla Atlantic Records.

## Tracce
1. D'yer Mak'er – 4:19 (Robert Plant, Jimmy Page, John Paul Jones e John Bonham)
2. The Crunge – 3:10 (Robert Plant, Jimmy Page, John Paul Jones e John Bonham)

## Brani
D'yer Mak'er
Registrato nel 1972 a Stargroves, in Inghilterra, con lo Studio Mobile dei Rolling Stones, il brano porta la firma di tutti e quattro i componenti della band (Jimmy Page, Robert Plant, John Paul Jones & John Bonham).
Lo stile di questo brano si differenzia molto dalla tendenza hard rock che ha caratterizzato la band in tutti i suoi album: D'yer M'aker è infatti un reggae, stile musicale tipico del paese giamaicano che ha conosciuto il suo massimo splendore principalmente con Bob Marley. Il titolo stesso del brano ("D'yer Mak'er"), secondo la pronuncia del dialetto Cockney (tipico dell'East End londinese) suona come "Jamaica".
Robert Plant ha spiegato il titolo con riferimento ad una barzelletta, in cui un uomo dice "mia moglie è andata nelle Indie Occidentali". Un altro gli chiede: "Giamaica?" (che suona appunto come "d'yer mak'er", cioè "ce l'hai fatta andare tu?"). Al che l'uomo risponde: "no, no, ci è voluta andare lei".
Il brano inizia con un assolo di John Bonham alla batteria, che introduce gli altri strumenti e la parte cantata da Robert Plant; il brano non ha una fine vera e propria, poiché tutti i suoni sfumano fino a diventare impercettibili.
Il testo parla di una supplica di un uomo alla sua amata. Lei infatti lo sta per lasciare, ma lui la ama e non vuole che parta.